# Parascutigera guttata
Parascutigera guttata är en mångfotingart som beskrevs av Karl Wilhelm Verhoeff 1925. Parascutigera guttata ingår i släktet Parascutigera och familjen spindelfotingar. Inga underarter finns listade i Catalogue of Life.